# 曾拔虎
曾拔虎（越南语：／；1858年7月19日—1906年），本名曾允文（越南语：／），號田八（越南语：／），越南愛國志士。

## 生平
曾拔虎是平定省人，嗣德十一年（1858年）出生。咸宜元年（1885年），勤王運動爆發。曾拔虎在平定山區招募士兵，起兵響應勤王。平定一帶的反法義軍在枚春賞的領導下逐漸壯大，曾拔虎也隸屬枚管轄，負責維持平定北部一帶的安全。
殖民政府派阮紳和陳伯祿鎮壓平定義軍。同慶元年（1886年）初，曾拔虎與阮紳作戰失利。次年（1887年），再次失利。起義失敗後，曾拔虎途徑老撾、暹羅前往中國，後又到過俄羅斯和日本。曾拔虎在日本尋求幫助，並因此結識了犬養毅、大隈重信等人。
成泰十六年（1904年），曾拔虎經海防，前往廣南省。在那里，經由阮小羅介紹，與潘佩珠和強㭽認識，並參與組建維新會。次年（1905年）初，潘佩珠與鄧子敬前往日本組織東遊運動。而曾拔虎留在國內四處奔波，宣傳、組織青年參加東遊運動。阮權、阮尚賢、梁文玕皆因此與曾拔虎相識。梁文玕更是在瞭解東遊運動後，立即與兒子梁玉眷前往日本。
成泰十八年（1906年），曾拔虎在從廣南到順化的途中生病，最終在香江上的一條船上去世。

## 紀念
君豈其生作戲於時耶，提兵十稔，去國廿餘年，既哭於暹，既哭於華，既哭於俄，忽忽然大哭於東；誰教思入秋風，向我神京埋俠骨；

我不知死之為何物也，讀書五洲，結交數十輩，或戰以舌，或戰以筆，或戰以腦，端端的直戰以鐵，要得血流溫帶，為君黃種樹紅旗。——鄧泰紳《弔曾拔虎》
武伯合等同志們將曾拔虎葬在世賴社。1956年，又改葬在潘佩珠墓區內。而平定省怀恩县的县莅也以他的名字命名为曾拔虎市镇。